# Chasidisk jødedom
Chasidisk jødedom er en art af ashkenazisk jødedom, der grundlagdes af Israel ben Eliezer (1698–1760). Denne er også kendt under navnet "Baal Shem tov" ("det gode navns mester"). 
Chasidiske jøder lægger stor vægt på den åndelige, følelsesladede dimension af jødedommen, og dans, sang og klappen i hænderne er derfor en karakteristisk del af chasidiske gudstjenester. Dette baseres på et citat fra salmernes bog, hvori der står:

"Tjen Herren i glæde..." (Salme 100)

Jøderne, som tilhører disse retninger, lever for sig selv i særlige boligområder, bærer oftest lange sorte frakker (kaftaner) og pelshuer (Shtreimel). Chasidiske jøder er også kendetegnet ved en vis tilknytning til kabbala. Mændene har langt skæg og bakkenbarter langs kinden samt ørekrøller.
| Religion | Spire Denne religionsartikel er en spire som bør udbygges. Du er velkommen til at hjælpe Wikipedia ved at udvide den. |